# Величко, Наталья Яковлевна
Ната́лья Я́ковлевна Вели́чко (4 мая 1941, Фрунзе — 21 мая 2022, Москва) — советская и российская актриса и режиссёр. Заслуженная артистка РСФСР (1985).

## Биография
Родилась 4 мая 1941 года во Фрунзе. Мама — Елизавета Устиновна, выпускница Московской консерватории. Отец — Яков Артемьевич Величко — музыкант, дирижер и преподаватель на курсах духовых инструментов.
В 1961 году окончила Московское дирижёрско-хоровое училище. В 1965 году — Всесоюзный государственный институт кинематографии (ВГИК) (актёрская мастерская Ю. Геники и А. Шишкова). В 1979 — режиссёрское отделение ВГИКа (мастерская А. Б. Столпера).
В 1965—1992 годах — актриса Театра-студии киноактёра.
В последние годы жизни практически не снималась. С 2011 года до конца жизни являлась членом Московского отделения Императорского православного палестинского общества.
Скончалась 21 мая 2022 года на 82-м году жизни, в своей московской квартире, после продолжительной и тяжёлой болезни.
Похоронена 26 мая 2022 года на Троекуровском кладбище в Москве.

## Личная жизнь
Первый муж — Леонид Васильевич Черева́тенко (1938—2014), советский украинский поэт, искусствовед, кинокритик, сценарист.
Второй муж — Николай Николаевич Лисовой (1946—2019), философ и историк, доктор исторических наук.
Детей нет.

## Фильмография

### Актёрские работы
1. 1963 — Тишина — Ася Вохминцева, сестра Сергея
2. 1964 — Первый снег — Наташа
3. 1965 — Друзья и годы — Люда Печерская
4. 1965 — Третья молодость (СССР, Франция) — Машенька Суровщикова
5. 1967 — Николай Бауман — Нина
6. 1967 — Четыре страницы одной молодой жизни — Лиза
7. 1968 — По Руси — Наталия
8. 1968 — Щит и меч. Серия 2. Приказано выжить… — Эльза
9. 1968 — Это было в разведке — Ольга
10. 1969 — Я его невеста — Валя Кудрявцева
11. 1970 — Кража (ТВ) — Нина, сотрудница музея
12. 1971 — Алло, Варшава! — Мария Игнатьевна, Маша из Москвы
13. 1971 — Конкурс продолжается. Иоганн Себастьян Бах (фильм-спектакль) — Мария Барбара
14. 1972 — Пятьдесят на пятьдесят — Сильвия Гранвиль, связная Волгина
15. 1973 — Здравствуй, добрый человек — Ольга
16. 1974 — Георгий Седов — Вера
17. 1974 — Потому что люблю — Катя Шелест
18. 1975 — Что человеку надо — Анна Дорма
19. 1976 — Опровержение — секретарь
20. 1976 — Так начиналась легенда — мать Насти
21. 1977 — В ночь на новолуние — Наташа Кораблёва
22. 1978 — Алмазная тропа (ТВ) (СССР, ФРГ) — Надежда Цветкова
23. 1978 — Поворот — следователь
24. 1981 — Дорогие мои москвичи — Рогоз
25. 1985 — Картина — Валентина
26. 1986 — Путь к себе (ТВ) — режиссёр
27. 1987 — Золотая свадьба — эпизод
28. 1987 — Ночной экипаж — учительница
29. 1987 — Приход Луны — Светлана Владимировна
30. 1989 — Женщины, которым повезло — начальник РОНО
31. 1991 — Встретимся на Таити — кассирша
32. 1997 — Принцесса на бобах — эпизод
33. 2004 — Новый год отменяется! — эпизод
34. 2005 — Охота на изюбря — эпизод

### Режиссёрские работы
1. 1979 — Служба ликвидации (короткометражный)
2. 1983 — Ураган приходит неожиданно

## Признание и награды
- 1985 — Заслуженная артистка РСФСР